# Měčín
Měčín é uma cidade checa localizada na região de Plzeň, distrito de Klatovy.